# Lophoturus speophilus
Lophoturus speophilus – gatunek dwuparców z rzędu strzępnic i rodziny Lophoproctidae.
Gatunek ten opisany został w 2014 roku przez Monique Nguyen Duy-Jacquemin.
Dorosłe osobniki tej strzępnicy osiągają od 4,6 do 5,3 mm. Głowa ma z tyłu ciemienia parę kępek złożonych z dwóch rzędów włosów (trichomów) każda; przednie rzędy mają po 23–28 włosów, a tylne po 3–5 włosów. Jedynymi zdobieniami na wardze górnej są 2-3 języczkowate wyrostki po obu stronach jej środkowego otworu. Wydłużone, zwłaszcza od czwartego członu czułki mają długie i cienkie sensilla basiconica na członach szóstym i siódmym. Tułów ma na tergitach trichomy ułożone w po dwie oddzielne kępy owalnego kształtu i dodatkowe rzędy wzdłuż ich tylnych krawędzi. Odległość między owalnymi kępami na tergitach jest znacznie większa niż średnica kęp. Na wydłużonych odnóżach, z wyjątkiem goleni i stóp występują owalne szczeciny. Stopy drugiej pary odnóży mają kolce podobnej długości jak uzbrojony w cztery kolcowate i blaszkowate wyrostki oraz dwa ząbki telotarsus. Na telsonie znajduje się 5–7 trichomów. 
Wij znany wyłącznie z dwóch jaskiń w środkowej części Wyspy Bożego Narodzenia.